# 佐志インターチェンジ
佐志インターチェンジ（さしインターチェンジ）は、鹿児島県薩摩郡さつま町にある北薩横断道路のインターチェンジである。

## 道路
- 北薩横断道路

## 接続する道路
- 間接接続
  - 国道504号

## 歴史
- 2023年（令和5年）3月3日 : IC名称が「広瀬IC（仮称）」から「佐志IC」に正式決定[1]。
- 2024年（令和6年）3月17日 : 広瀬道路・さつま広橋IC - 佐志IC間 開通に伴い、供用開始[2]。
- 未定 : 宮之城道路・佐志IC - さつま泊野IC間 開通予定。

## 周辺
- さつま町立佐志小学校

## 隣
北薩横断道路
さつま広橋IC - 佐志IC - 宮之城IC（事業中）